# Eurasburg (Schwaben)
Eurasburg este o comună din landul Bavaria, Germania.